# Panamerikanische Spiele 2007/Teilnehmer (Uruguay)
| Gelbes Symbol für Goldmedaillen mit stilisierten Olympischen Ringen | Graues Symbol für Silbermedaillen mit stilisierten Olympischen Ringen | Braundes Symbol für Bronzemedaillen mit stilisierten Olympischen Ringen |
| ------------------------------------------------------------------- | --------------------------------------------------------------------- | ----------------------------------------------------------------------- |
| —                                                                   | 1                                                                     | 2                                                                       |

Uruguay nahm an den XV. Panamerikanischen Spielen 2007 in Rio de Janeiro mit einer Delegation von 122 Sportlern teil. 
Die uruguayischen Sportler gewannen im Verlauf der Spiele insgesamt drei Medaillen, davon eine Silberne und zwei Bronzene.

## Teilnehmer nach Sportarten

### Basketball
- Emiliano Taboada
- Mauricio Aguiar
- Leandro Garcíamorales
- Esteban Batista
- Gastón Paez
- Nicolás Mazzarino
- Fernando Martínez
- Gustavo Barrera
- Claudio Charquero
- Martín Osimani
- Juan Pablo Silveira
- Sebastián Izaguirre
  - Die uruguayische Mannschaft belegte den 3. Platz (Bronze)

### Beach-Volleyball
- Fabio Dalmás
- Nicolás Zanotta
- Mariana Guerrero
- Karina Cardozo

### Eislauf
- María Cecilia Laurino
- Maximiliano García

### Fußball

#### Damenmannschaft
- Luciana Gómez
- Stefanía Maggiolini
- Tamy Gares
- Carla Arrua
- Aida Camaño
- Guillermina Rodríguez
- Alejandra Laborda
- Paula Viera
- Angélica Souza
- Juliana Castro
- Sindy Ramírez
- Lorena López
- Gabriela Paiva
- Laura Far
- Carla Quinteros
- Inés Rusch
- Natalia González
- Mayra Padrón

### Gewichtheben
- Mauricio De Marino
- Edward Silva

### Handball

#### Herrenmannschaft
- Gonzalo Gamba
- Carlos Pintos
- Nicolás Orlando
- Hernann Wenzel
- Maximiliano Gratadoux
- Pablo Poggio
- Maximiliano Malfatti
- Rodrigo Bernal
- Sebastián Noveri
- Pablo Caro
- Nicolás Fabra
- Gabriel Spangenberg
- Pablo Marrochi
- Luis Eduardo Suberbielle
- Pablo Montes

### Hockey

#### Damenmannschaft
- Andrea Fazzio
- Carolina Mutilva
- Ma. Bettiana Ceretta
- Anna Karina Bissignano
- Patricia Bueno
- Mariana Ríos
- Virginia Casabó
- Eleonora Rebollo
- Carolina Gibernau
- Patricia Campos
- Alessandra Rasso
- Verónica Dupont
- Virginia Bessio
- Sofía Sanguinetti
- Mercedes Lerena
- María Algorta

### Judo
- Javier Terra

### Kanu
- Marcelo D’Ambrosio
- Christian Vergara
- Guillermo Giorgi

### Karate
- Manuel Costa

### Leichtathletik
- Deborah Gyurcsek
- Andrés Silva
- Heber Viera
- Stefanía Zoryez

### Moderner Fünfkampf
- Luis Siri
- Luis Benavides

### Radsport
- Milton Wynants
Punktefahren: 3. Platz (Bronze)
- Luis Morales
- Alen Reyes
- Fabiana Granizal

### Reiten
- Ricardo Monge
- Julio Alvarez
- Edison Quintana

### Rudern
- Rodolfo Collazo
- Angel García
- Jhonatan Esquivel
- Emiliano Dumestre
- Emmanuel Bouvier
- Danilo Frangi
- Joe Reboledo

### Schießen
- Carolina Lozado
- Diana Cabrera
- Luis Méndez
- Jorge García

### Schwimmen
- Paul Kutscher
- Martín Kutscher
- Francisco Picasso
- José Gabriel Melconián
- Daniel Queipo
- Antonella Scanavino
- Elsa Pumar
- Raissa Andrea Guerra
- Inés Remersaro

### Segeln
- Santiago Silveira
- Nicolás Shabán
- Alejandro Foglia Costa
- Pablo Defazio
Snipe: 2. Platz (Silber)
- Eduardo Medici
Snipe: 2. Platz (Silber)
- Alejandro Foglia Mafio
- Sebastián Raña

### Taekwondo
- Mayko Votta

### Tennis
- Marcel Felder
- Federico Sansonetti
- Estefanía Cracium
- María Arechavaleta

### Triathlon
- Guillermo Nantes
- Virginia López

### Turnen
- Romina Moccia